# Paul Williams (pugile)
Paul Williams (Aiken, 27 luglio 1981) è un ex pugile statunitense.
Soprannominato "The Punisher", è stato campione mondiale WBO dei pesi welter.
Inusualmente alto per la sua categoria di peso, 185 cm (con oltre 2 metri di allungo), Williams è stato un grande prospetto della boxe fino al tragico incidente in moto avvenuto nel maggio 2012, che lo ha costretto alla sedia a rotelle dopo aver riportato delle gravi lesioni alla spina dorsale.